# 1840 en mathématiques
Cet article présente les faits marquants de l'année 1840 en science.

## Naissances
- 9 mars : Olaus Henrici (mort en 1918), mathématicien allemand.

- 20 mars : Franz Mertens (mort en 1927), mathématicien allemand.

- 29 mars : Désiré André (mort en 1917), mathématicien français.

- 2 octobre : Carl Hierholzer (mort en 1871), mathématicien allemand.

- 30 octobre : Joseph Neuberg (mort en 1926), mathématicien luxembourgeois.

- 16 novembre : Mikhaïl Karinski (mort en 1917), mathématicien, philosophe et logicien russe.

- 22 novembre : Émile Lemoine (mort en 1912), ingénieur civil et mathématicien français.

## Décès
- 22 mars : Étienne Bobillier (né en 1798), mathématicien français.

- 28 mars : Simon Antoine Jean L'Huilier (né en 1750), mathématicien suisse.

- 25 avril : Siméon Denis Poisson (né en 1781), mathématicien, géomètre et physicien français.

- 13 octobre : Wada Nei (né en 1787), mathématicien japonais.